# Golden Gate (Illinois)
Golden Gate é uma vila localizada no estado americano de Illinois, no Condado de Wayne.

## Demografia
Segundo o censo americano de 2000, a sua população era de 100 habitantes.
Em 2006, foi estimada uma população de 97, um decréscimo de 3 (-3.0%).

## Geografia
De acordo com o United States Census Bureau tem uma área de
0,2 km², dos quais 0,2 km² cobertos por terra e 0,0 km² cobertos por água. Golden Gate localiza-se a aproximadamente 121 m acima do nível do mar.

## Localidades na vizinhança
O diagrama seguinte representa as localidades num raio de 20 km ao redor de Golden Gate.